# Trängselskatt i Stockholm

Genomsnittligt antal passager förbi betalstationer. År 2006-2007 var både delvis med och delvis utan trängselskatt. År 2015 öppnades Norra Länken vilket tillät Lidingöbor att passera Stockholm utan att färdas genom betalstationer.

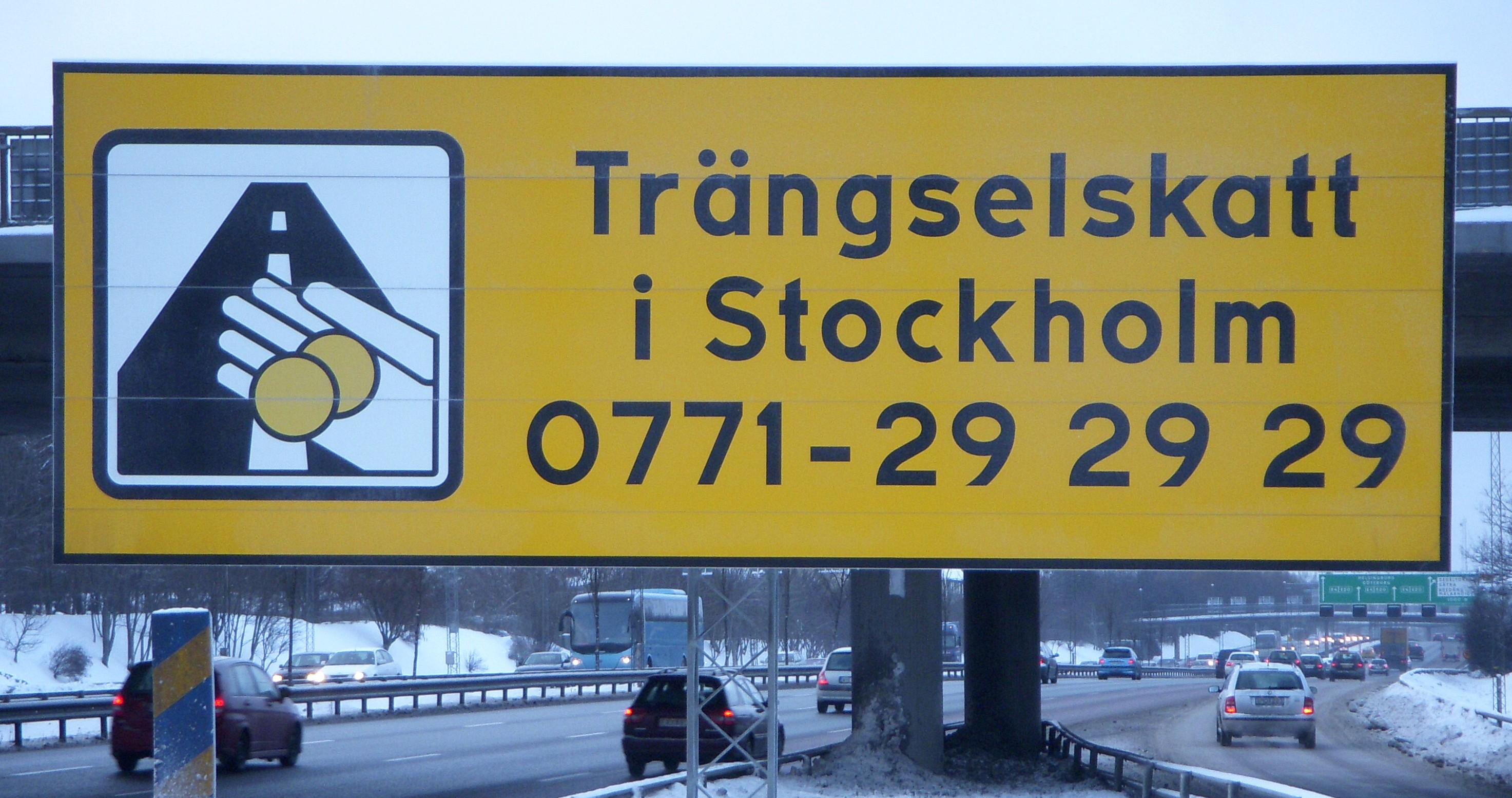
Officiell skylt vid Stockholms infarter

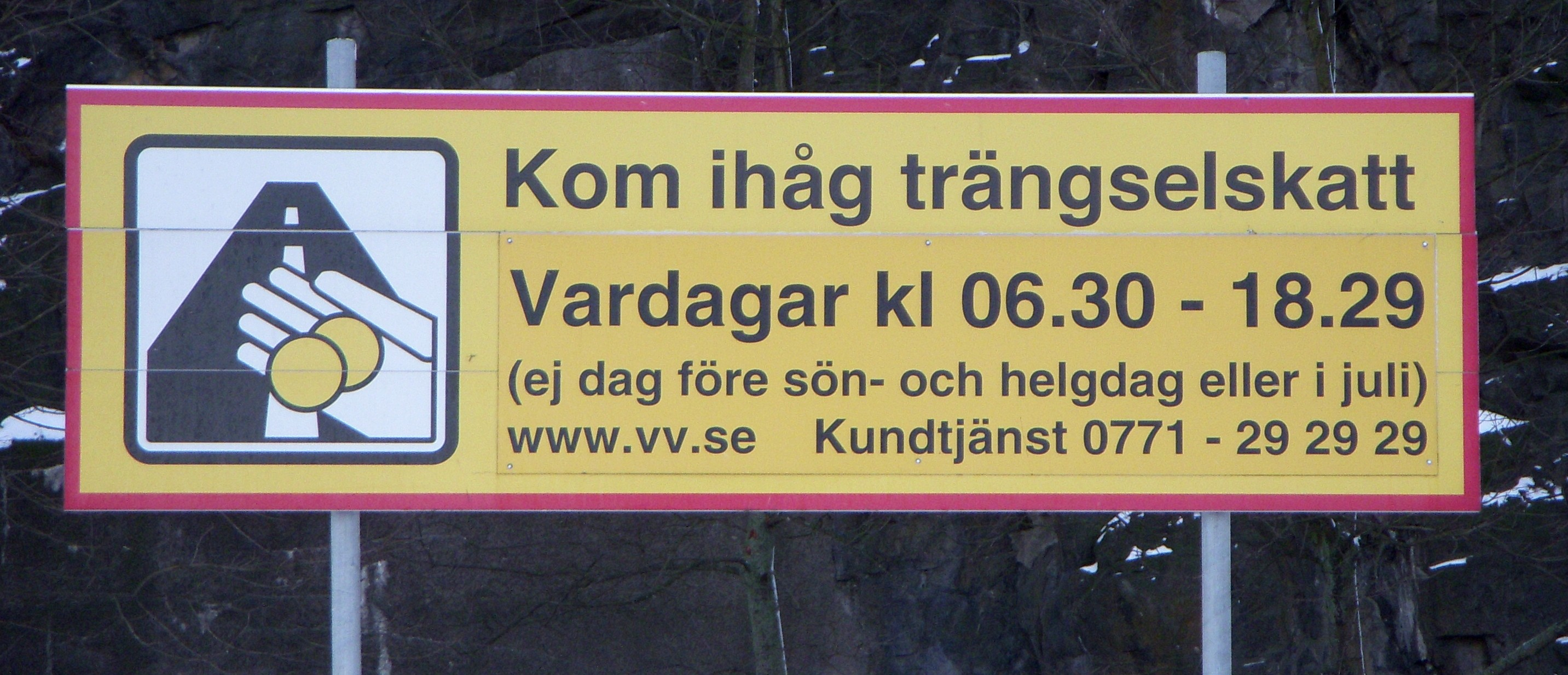
Påminnelseskylt vid Stadsgården

Trängselskatt i Stockholm är en punktskatt som sedan 1 augusti 2007 tas ut för de flesta bilar vid färd dagtid in och ut ur ett område som i stort omfattar Stockholms innerstad. Ett sju månader långt försök med trängselskatten, Stockholmsförsöket, genomfördes mellan 3 januari och 31 juli 2006. En detaljerad redogörelse för den politiska processen som föregick, och ledde fram till trängselskatteförsöket finns att ta del av i en bok som utkom på Stockholmia förlag 2008.
Huvudsyftena med trängselskatten är att minska fordonsträngseln i Stockholms centrum, förbättra framkomligheten och förbättra miljön i innerstaden. Intäkterna från skatten ska användas "för investeringar i kollektivtrafik och vägar" enligt förslaget som ställdes i folkomröstningen, men intäkterna under de första 40 åren intecknades för att finansiera Förbifart Stockholm. Senare höjningar av trängselskatten finansierade de kollektivtrafiksatsningar som resulterade av Stockholmsförhandlingen samt Sverigeförhandlingen.

## Historik

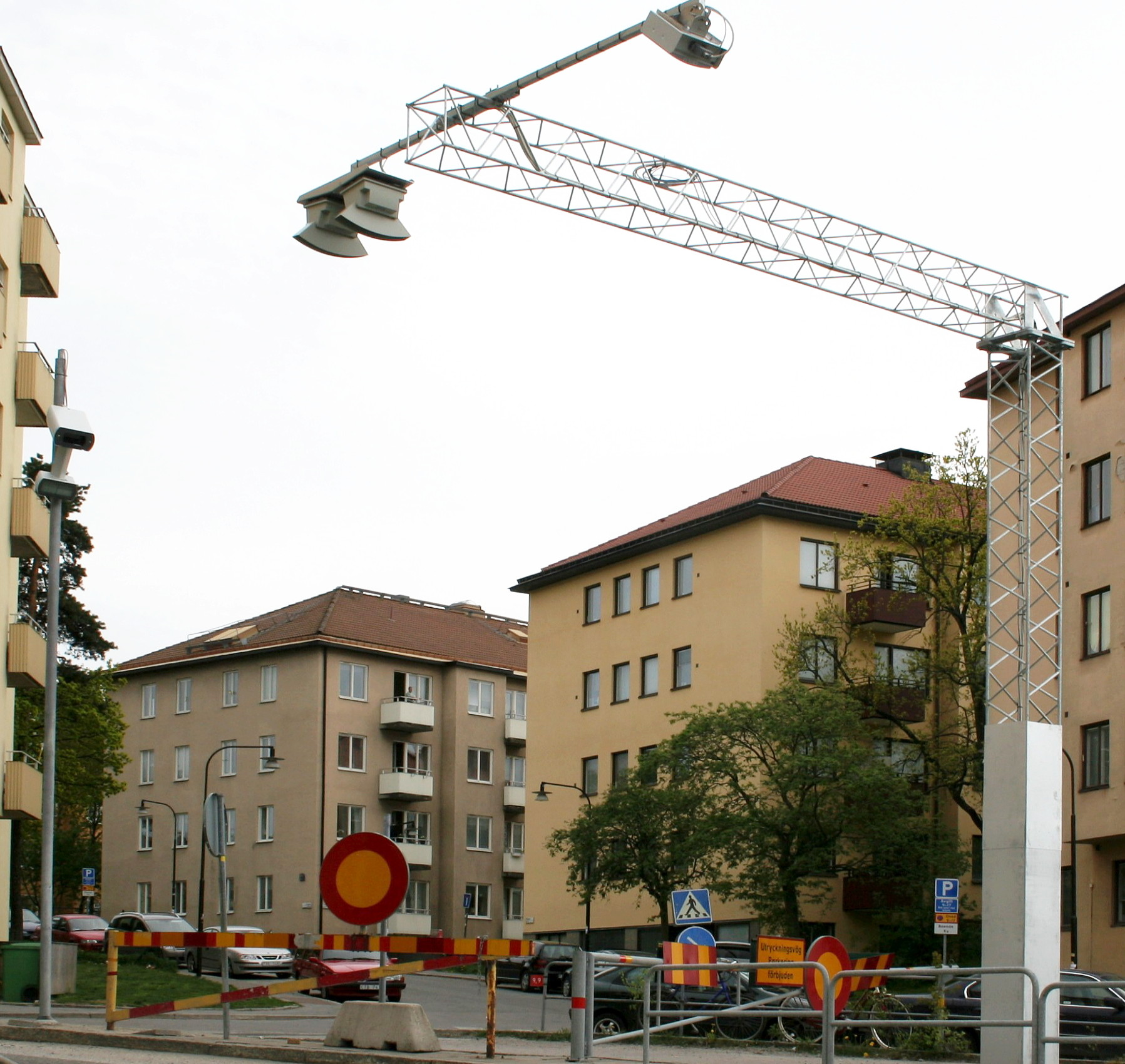
Försöksstationen som installerades i maj 2005 vid Lilla Essingepåfarten.

En lokal folkomröstning angående införandet av trängselskatt i Stockholm ägde rum i samband med riksdagsvalet 2006. För att ge de valberättigade en realistisk bakgrund genomfördes ett fullskaleförsök med trängselskatt från 3 januari 2006 till 31 juli 2006, det så kallade Stockholmsförsöket. Kostnaderna för försöket hamnade på 1,8 miljarder kronor.
Opinionen var innan Stockholmsförsöket starkt mot trängselskatter i Stockholm och i de kommuner som genomfört omröstningar hade trängselskatter mycket tydligt avvisats. Enligt flera opinionsundersökningar svarade en stor majoritet av befolkningen i såväl Stockholms län, Stockholms stad och Stockholms innerstad "nej" på den raka frågan om ja eller nej till trängselskatt.
En majoritet (51,5 %) röstade dock ja till trängselskatt i Stockholms kommun. I kringliggande kommuner röstade en majoritet mot permanent trängselskatt. Resultatet av folkomröstningen har diskuterats och tolkats på många olika sätt. Trängselskatt infördes permanent den 1 augusti 2007. Beslutet fattades av riksdagen och den skatt som tas ut är statlig.
Sedan 1 januari 2016 gäller även trängselskatt på E4/Essingeleden. Från den 1 januari 2020 börjar trängselskatter tas ut redan från klockan 6.00 och dessutom vissa dagar som innan dess varit befriade. Från 2020 höjs skatten under högsäsong.

## Exempel på betalstation

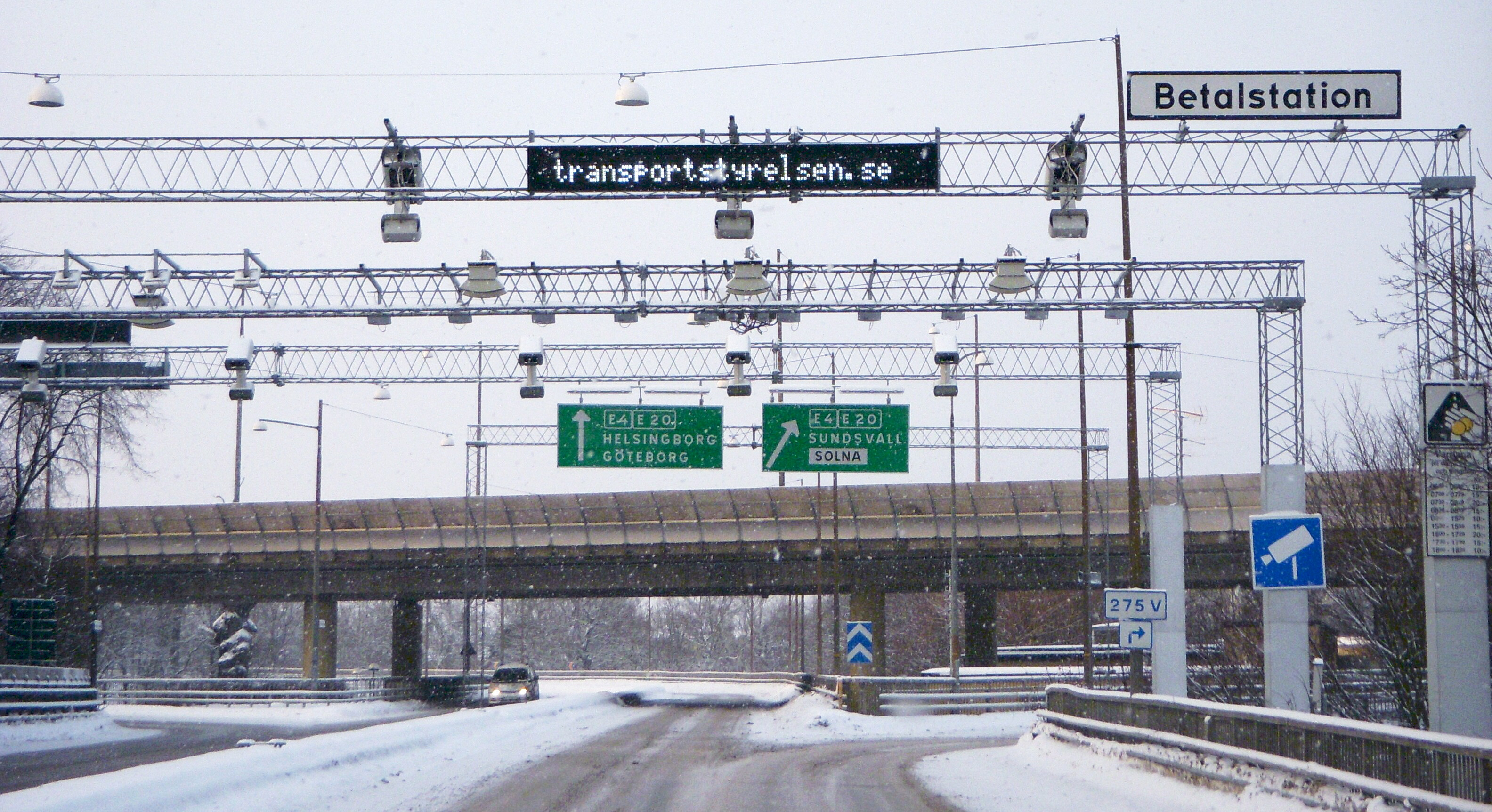
Betalstation vid Hornsberg den 2 januari 2010.
Under avgiftsskyldig tid står skattebeloppet i kronor istället för "transportstyrelsen.se" på skylten.

## Berörda områden
De stadsdelar som är belägna inom området för trängselskatten är: Södermalm, Reimersholme, Långholmen, Norrmalm, Skeppsholmen, Vasastaden, Östermalm, Hjorthagen, Ladugårdsgärdet, Norra Djurgården, Kungsholmen, Kristineberg, Stadshagen, Fredhäll, Marieberg, Stora Essingen, Lilla Essingen och Djurgården.
Från Johanneshovsbron i syd till Ekhagen i norr och från Ropsten i öst till Stora Essingen i väst, finns sammanlagt 20 olika betalstationer runt om i Stockholm som är relaterade till trängselskatten. Sedan 1 januari 2016 gäller även trängselskatt på E4/Essingeleden. 
I det här sammanhanget räknas ej Södra Hammarbyhamnen till innerstaden, men däremot Norra Hammarbyhamnen [källa behövs]. 

## Kostnad för bilisterna
Den 1 januari 2016 höjdes trängselskatten för första gången samtidigt som en avgift infördes vid passage genom Stockholm via Essingeleden (E4/E20).
Från och med 1 januari 2020 höjdes beloppen igen som även anpassas efter hög- eller lågsäsong. Trängselskatt infördes även på vissa dagar före helgdag samt de första fem vardagarna i juli.
Tabellen nedan visar kostnaderna per passage som gäller från och med 1 januari 2020 samt tidigare belopp.
| Tidsintervall | Från och med 1 januari 2020 | Från och med 1 januari 2020 | Från och med 1 januari 2020 | Från och med 1 januari 2020 | 1 januari 2016– 31 december 2019 | 1 januari 2016– 31 december 2019 | 1 juli 2007– 31 december 2015 |
| Tidsintervall | Högsäsong                   | Högsäsong                   | Lågsäsong                   | Lågsäsong                   | 1 januari 2016– 31 december 2019 | 1 januari 2016– 31 december 2019 | 1 juli 2007– 31 december 2015 |
| Tidsintervall | Innerstaden                 | Essingeleden                | Innerstaden                 | Essingeleden                | Innerstaden                      | Essingeleden                     | Innerstaden                   |
| ------------- | --------------------------- | --------------------------- | --------------------------- | --------------------------- | -------------------------------- | -------------------------------- | ----------------------------- |
| 00:00–05:59   | 0 kr                        | 0 kr                        | 0 kr                        | 0 kr                        | 0 kr                             | 0 kr                             | 0 kr                          |
| 06:00–06:29   | 15 kr                       | 15 kr                       | 15 kr                       | 15 kr                       | 0 kr                             | 0 kr                             | 0 kr                          |
| 06:30–06:59   | 30 kr                       | 27 kr                       | 25 kr                       | 22 kr                       | 15 kr                            | 15 kr                            | 10 kr                         |
| 07:00–07:29   | 45 kr                       | 40 kr                       | 35 kr                       | 30 kr                       | 25 kr                            | 22 kr                            | 15 kr                         |
| 07:30–08:29   | 45 kr                       | 40 kr                       | 35 kr                       | 30 kr                       | 35 kr                            | 30 kr                            | 20 kr                         |
| 08:30–08:59   | 30 kr                       | 27 kr                       | 25 kr                       | 22 kr                       | 25 kr                            | 22 kr                            | 15 kr                         |
| 09:00–09:29   | 20 kr                       | 20 kr                       | 15 kr                       | 15 kr                       | 15 kr                            | 15 kr                            | 10 kr                         |
| 09:30–14:59   | 11 kr                       | 11 kr                       | 11 kr                       | 11 kr                       | 11 kr                            | 11 kr                            | 10 kr                         |
| 15:00–15:29   | 20 kr                       | 20 kr                       | 15 kr                       | 15 kr                       | 15 kr                            | 15 kr                            | 10 kr                         |
| 15:30–15:59   | 30 kr                       | 27 kr                       | 25 kr                       | 22 kr                       | 25 kr                            | 22 kr                            | 15 kr                         |
| 16:00–17:29   | 45 kr                       | 40 kr                       | 35 kr                       | 30 kr                       | 35 kr                            | 30 kr                            | 20 kr                         |
| 17:30–17:59   | 30 kr                       | 27 kr                       | 25 kr                       | 22 kr                       | 25 kr                            | 22 kr                            | 15 kr                         |
| 18:00–18:29   | 20 kr                       | 20 kr                       | 15 kr                       | 15 kr                       | 15 kr                            | 15 kr                            | 10 kr                         |
| 18:30–23:59   | 0 kr                        | 0 kr                        | 0 kr                        | 0 kr                        | 0 kr                             | 0 kr                             | 0 kr                          |

1. ↑  Högsäsong är perioden 1 mars–dagen före midsommarafton och 15 augusti–30 november.
2. ↑  Lågsäsong är perioden midsommarafton–14 augusti och 1 december–29 februari.

## Teknisk översikt

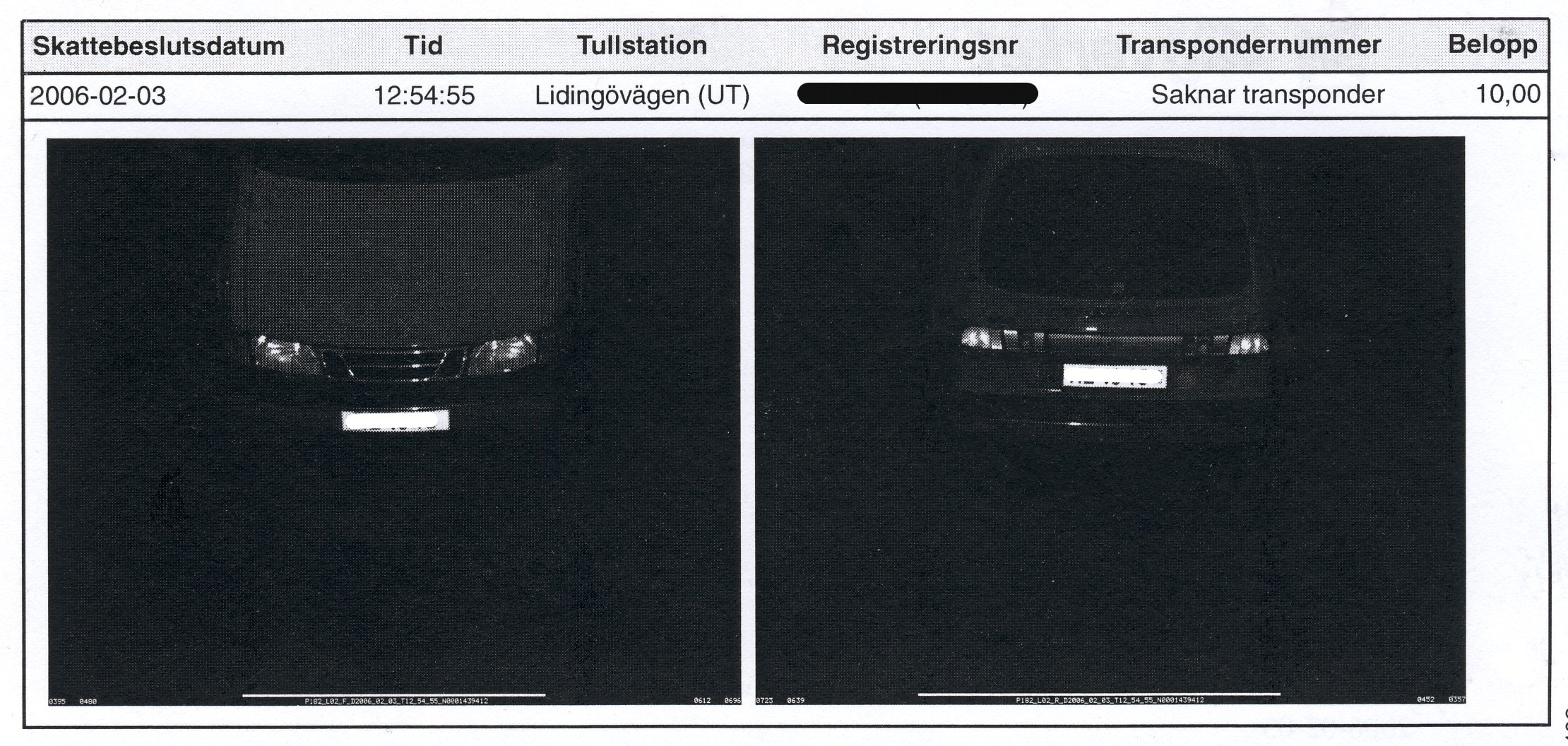
Utdrag (två bilder) visande passagen för ett skattebeslut för trängselskatten. Bilderna är tagna mitt på dagen på Lidingövägen.

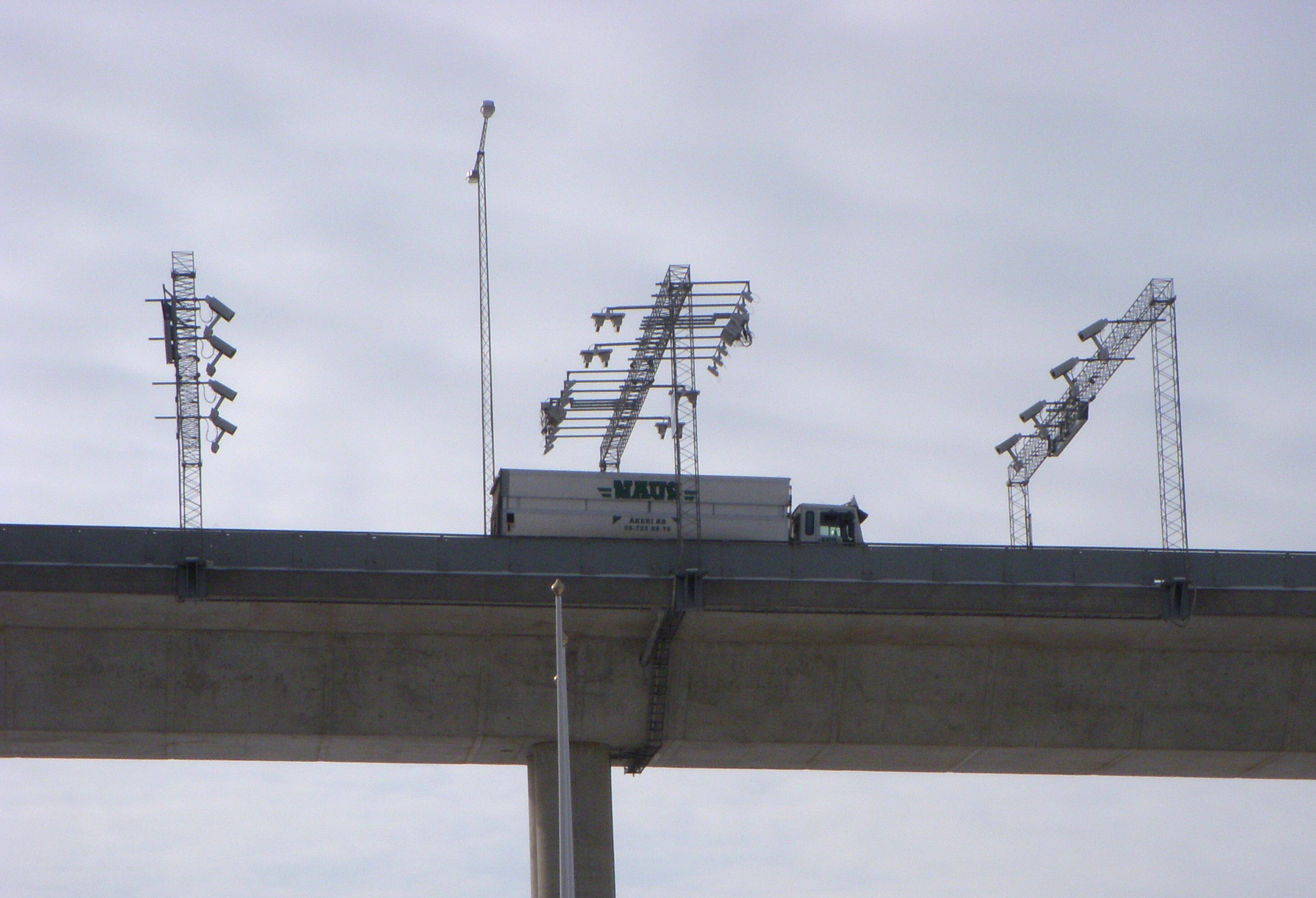
Portalerna på Johanneshovsbron.

Registreringen av skattskyldighet vid passagen av en av de 26 betalstationer sker helautomatiskt via laserscanning, transpondrar och fotografering. Vid varje "tull" finns flera instrumentportaler över vägbanan på vilka den nödvändiga utrustningen är monterad.
Fordonet behöver inte stanna utan det kör under portalen och bryter en första laserstråle så att sändaren/mottagaren aktiveras, samtidigt fotograferar en kamera främre registreringsskylten. Därefter bryter fordonet den andra laserstrålen och den andra kameran utlöses, som tar en bild på bakre registreringsskylten. Även starkt nedsmutsade registreringsskyltar syns på bilderna. Är fordonet utrustat med en transponder finns sändare/mottagare på instrumentportalen som avläser tidpunkt, datum och belopp. Systemet har utvecklats och levererats av IBM.
Systemet med transpondrar trappades ner jämfört med trängselskatteförsöksperioden eftersom det visade sig att det går tillräckligt bra att avläsa registreringsskyltarna med kamerorna. För dem som bor på Lidingö eller ofta reser till/från Lidingö så gick det att komplettera med nya transpondrar för att få en säkrare avläsning, med tanke på den tidigare "Lidingöregeln". De transpondrar som användes under försöksperioden är nu verkningslösa och ska återlämnas till Vägverket.
På varje portal finns också en ljusskylt som talar om hur hög skatten är vid passagetillfället. Efter kl 18.30 eller när inte skattskyldighet föreligger visas texten "transportstyrelsen.se", dvs webbadressen för Transportstyrelsen på skylten.

## Tillvägagångssätt och betalning

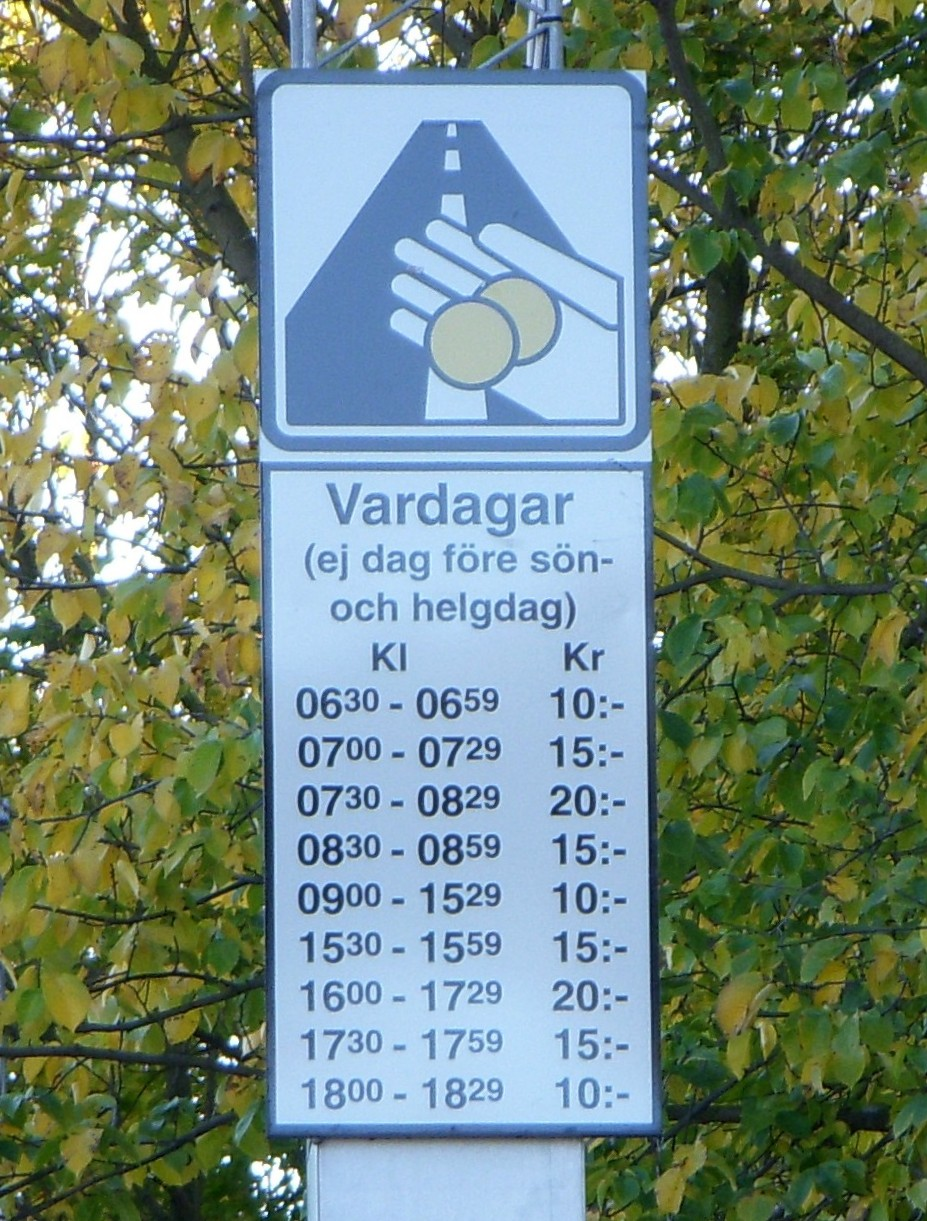
Skylt med tider och numera inaktuella priser (2008).

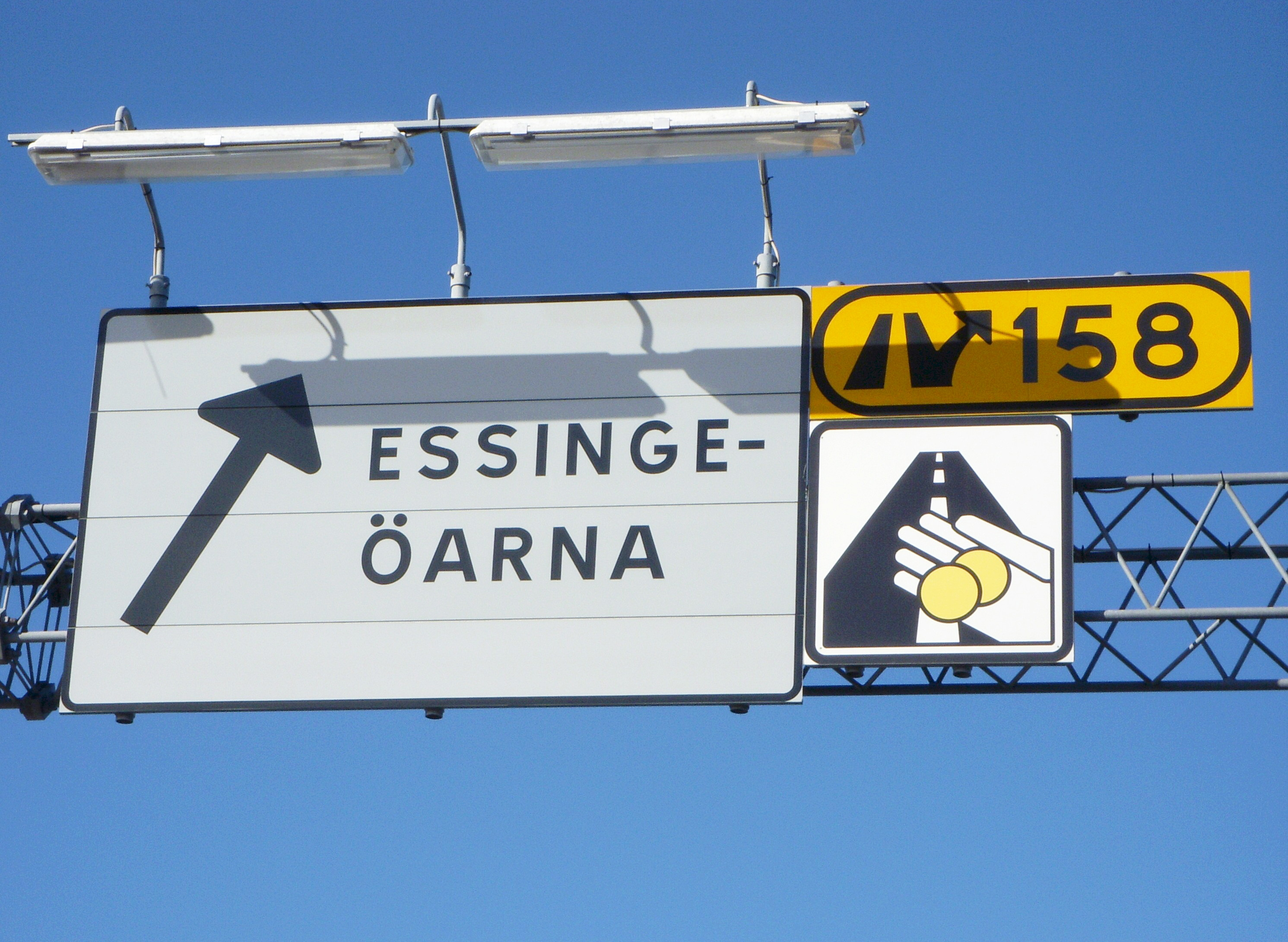
Essingeleden med tilläggsskyltar att trängselskatt börjar vid en viss avfart.

Sedan 1 augusti 2008 är månadsvis inbetalning infört av Vägverket, vilket innebär att det kommer en faktura där föregående kalendermånads passager är samlade till ett skattebeslut. Betalas inte skatt in i rätt tid tillkommer dessutom en tilläggsavgift på 500 kronor och inkommer inte heller den i tid skickas ärendet vidare till Kronofogdemyndigheten som i sin tur lägger på 600 i grundavgift. För denna och andra skatter gäller att ärenden hos Kronofogdemyndigheten omedelbart ger betalningsanmärkning. Det finns i lag ett maxbelopp för påminnelseavgifter på 50 kr, vilket dock inte gäller skatter och myndighetsavgifter där ingen gräns finns.
Trängselskatten tas ut på vardagar 06.00 till 18.29 (ej dag före sön- eller helgdag eller under juli månad, förutom de första fem vardagarna) och beloppet varierar under dagen, från 11 kronor mitt på dagen till 45 kronor i rusningstrafiken under högsäsong. Maxbeloppet är 135 kronor per dag och fordon. Trängselskatten är avdragsgill för privatpersoner för resor till och från arbetet (om man har rätt att dra av bilresor). För företag är skatten avdragsgill i sin helhet.
Trängselskatten är inte momsbelagd utom för hyrbilar, vilket beror att enligt lag är ägaren och ingen annan ansvarig för trängselskatten, så att det som hyrbilsfirman debiterar kunden inte kan räknas som trängselskatt formellt. Eftersom trängselskatten debiteras i efterhand måste hyrbilsfirman ta separat betalt med extra administrationsavgifter, om de inte väljer att baka in det i hyrbilspriset (i båda fall med moms). För leasingbilar gäller dock att brukaren är ansvarig för trängselskatten och då blir det ingen moms.

## Kostnader och intäkter
Trängselskatten gav inte under de första åren de förväntade intäkterna, även om det i och för sig uppfyllde ett politiskt mål att hålla nere biltrafiken i rusningstid. Experterna räknade med intäkter runt en miljard årligen och att alla kostnader för systemuppbyggnaden skulle vara betalade inom ett år, men så blev det inte. Ett område där kostnaderna skenade är driften av systemet. Den beräknades till 100 miljoner per år men det blev runt 400 miljoner istället. Ett hundratal konsulter, ett tiotal företag, tre myndigheter, två departement och en kommunförvaltning har jobbat med projektet. När trängselskatten permanentades 2007, översteg kostnaderna för driften av systemet fortfarande intäkterna.
Under år 2008 gjordes 81,7 miljoner passager förbi betalstationerna. Antal skattebeslut var 15,2 miljoner, vilket gjordes en gång per dag och fordon. Det gav 695 miljoner kronor under 2008 plus 101 miljoner i tilläggsavgift. I alla dessa siffror exkluderas juli, då systemet var avstängt.
Under år 2017 gjordes 84,4 miljoner passager förbi betalstationerna, vilket gav skatter på 1,479 miljarder, varav 14 miljoner för utländska fordon och 122 miljoner i tilläggsavgift. Skatten hade höjts betydligt jämfört med de första åren vilket gav en större skattesumma, och en station på Essingeleden hade införts.

## Undantag från trängselskatt

### Undantagna fordon
Vissa typer av fordon är undantagna från trängselskatt:
- Utryckningsfordon
- Bussar som har en totalvikt av minst 14 ton
- Diplomatregistrerade fordon
- Militära fordon
- Bil som används av den som beviljats parkeringstillstånd för rörelsehindrad, efter beviljad ansökan till Skatteverket

Mopeder, motorcyklar, trehjuliga skotrar, traktorer och motorredskap ingår inte i gruppen bilar och omfattas därför inte alls av lagen, och behöver således inte heller nämnas som undantag trots att de är avgiftsfria.
Fram till 31 juli 2012 var vissa miljöbilar undantagna från trängselskatt i Stockholm. Sedan den 1 augusti 2012 omfattas dock alla miljöbilar av trängselskatt. Fram till 2015 var fordon som passerade Lidingöbron och en enda annan betalstation inom en timme undantagna, detta eftersom det inte gick att resa mellan Lidingö och platser utanför Stockholm utan att passera betalstationer. Denna "Lidingöregel" togs bort 2015 när tunneln Norra länken öppnades och gav en sådan trängselskattefri väg.
Från och med 1 januari 2015 gäller även trängselskatt för utländska fordon. Transportstyrelsen har inlett avtal med Epass24 där alla ägare av utländska bilar kan sköta sina betalningar. Detta bolag har avtal med utländska inkassobolag som letar upp bilägares adresser och skickar räkningar dit.